# 哈皮本德 (阿肯色州)
哈皮本德（英語：Happy Bend）是位於美國阿肯色州波普縣的一個非建制地區。該地的面積和人口皆未知。

## 地理
哈皮本德的座標為35°15′50″N 92°52′03″W / 35.26389°N 92.86750°W，而該地的平均海拔高度為97米（即318英尺）。